# Artabotrys coccineus
Artabotrys coccineus este o specie de plante angiosperme din genul Artabotrys, familia Annonaceae, descrisă de Ronald William John Keay. Conform Catalogue of Life specia Artabotrys coccineus nu are subspecii cunoscute.